# Українсько-ісландські відносини
Українсько-ісландські  відносини — сукупність міжнародних двосторонніх відносин між Україною й Ісландією, а також співпраці обох країн у міжнародних організаціях та інших міжнародних інституціях.
Ісландія представлена в Україні консульством у Києві та посольством Ісландії у Варшаві. Україна представлена в Ісландії через посольство в Гельсінки (Фінляндія).
Ісландія визнала Україну, як суверенну державу 19 січня 1992 р. Встановлення дипломатичних відносин між двома країнами відбулось 30 березня 1992 р.

## Політичний діалог
На відміну від інших скандинавських країн політичний діалог України з Ісландією характеризується нерегулярністю й слабкою інтенсивністю. Створюється враження, що ісландська сторона більшою мірою зацікавлена у підтримані двосторонніх взаємин, ніж українська. Крайній візит високого рівня з України до Ісландії відбувся у травні 2002 р., коли країну відвідав міністр закордонних справ України А. Зленко. Після цього в Україні побували з офіційним візитом ісландський прем’єр-міністр Д. Оддссон (лютий 2004 р.) та міністр закордонних справ і зовнішньої торгівлі Республіки Ісландія В. Сверрісдоттір (листопад 2006 р.). 2 грудня 2021 року міністр закордонних справ України Дмитро Кулеба та міністр закордонних справ Ісландії Тордіс Кольбрун Рейкфйорд Ґілвадоттір на офіційній зустрічі у Стокгольмі підписали Угоду між Кабінетом Міністрів України та Урядом Ісландії про повітряне сполучення. Угода створює можливість регулярного прямого авіасполучення між Україною та Ісландією. Дмитро Кулеба також висловив вдячність Ісландії за послідовну підтримку України в протистоянні агресивним діям РФ, зокрема участь в інавгураційному саміті Кримської платформи, підтримку українських ініціатив у міжнародних організаціях. Глави дипломатичних відомств обговорили перспективи розвитку двосторонньої співпраці, зокрема, у сфері геотермальної енергетики. 28 листопада 2022 року з офіційним візитом у Київ прибула міністр закордонних справ Ісландії Тордіс Кольбрун Рейкфйорд Ґілвадоттір.
23 березня 2023 року Ісландія визнала Голодомор геноцидом українського народу.

## Російська збройна агресія 2022
24 лютого 2022 року Уряд Ісландії засудив російську збройну агресію в Україні. 5 травня 2022 року прем’єр-міністр України Денис Шмигаль у ході робочого візиту до Варшави провів зустріч із прем’єр-міністром Ісландії Катрін Якобсдоттір. Сторони обговорили наслідки війни Росії проти України та необхідність продовження санкційного тиску проти країни-терориста.

## Торгово-економічні відносини
Торгово-економічні відносини з Ісландією з 2009 р. обмежені імпортом ісландської свіжої та мороженої риби до України. Обсяг цього імпорту й, відповідно, загальний обсяг двосторонньої торгівлі у 2009 р. досяг 38,75 млн. дол. США. У попередні роки Україна експортувала до Ісландії, правда, у незначних кількостях, промислову продукцію. У той же час маленька Ісландія займає далеко не останнє 40 місце серед 123 країн-інвесторів за обсягами прямих інвестицій в Україну. Прямі інвестиції з Ісландії – 25 млн. дол. США. станом на 2009 р. – одержали 11 підприємств України. Найбільшою з ісландських інвестицій в Україну стало придбання у 2006 р. ісландським Міжнародним приватним інвестиційним банком разом з іншими інвесторами контрольного пакету (92,5%) акцій українського Акціонерного комерційного банку «Львів» на суму 8 млн. дол. США.
Хоча внаслідок світової економічної кризи 2008 р. Ісландія перемістилася з 2-го на 17-те місце в світі за індексом розвитку людського потенціалу ООН, проте поступово вона відновлює позиції однієї з найзаможніших держав Західної Європи. Тому нашій державі слід приділяти більше уваги цій маленькій, але працьовитій країні. Потребує інтенсифікації політичний діалог, варто також задуматися над шляхами відновлення експорту промислової та сільськогосподарської продукції до цієї країни. 

## Відносини у сфері культури
На ісландську мову перекладена книга "Тіні Забутих Предків" Михайла Коцюбинського.